# Universal Carrier

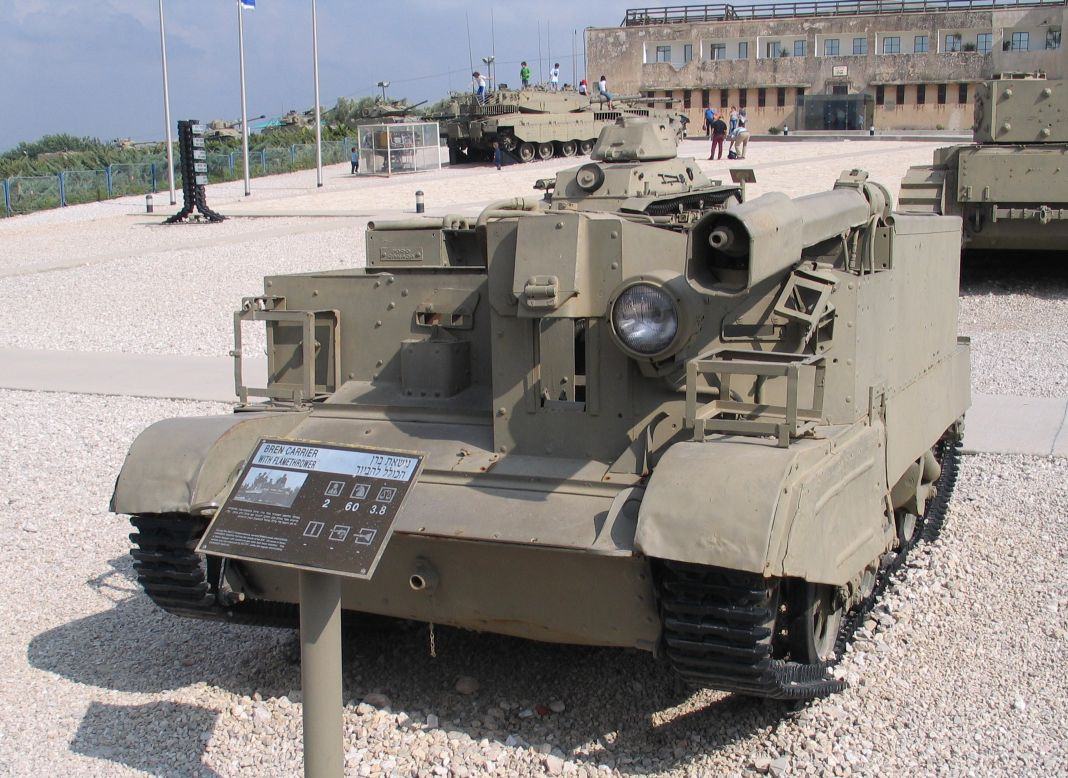
Bren Gun Carrier mit Flammenwerfer in einem Museum in Israel

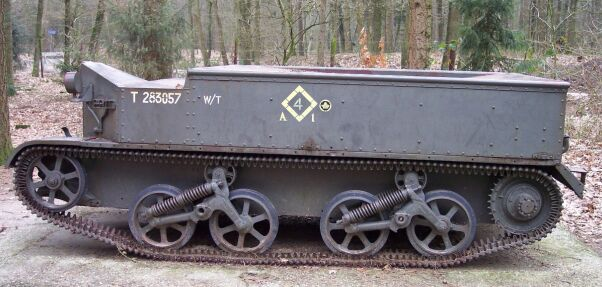
US-amerikanischer Bren Carrier

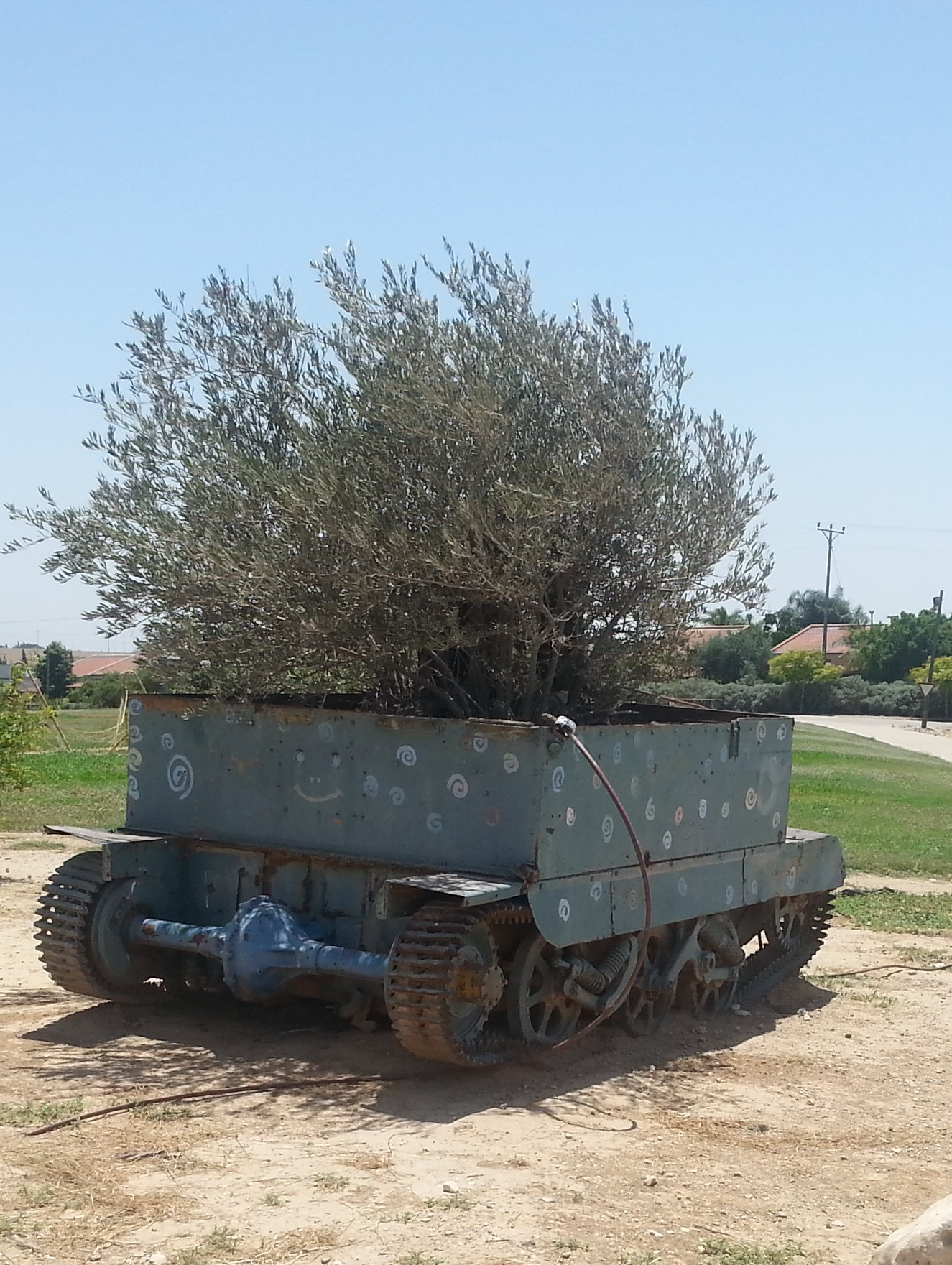
Zivile Nutzung eines Universal Carriers: Das Exemplar wurde nach Ende Zweiten Weltkrieges von den Bewohnern des Kibbuz Kfar Aza zunächst als Traktor und dann als Pflanztrog für einen Ölbaum verwendet

Der Universal Carrier, als weiterentwickelter Bren Gun Carrier oder British Universal Carrier (BUC) war ein  Militärfahrzeug aus britischer Produktion, das von den westalliierten Streitkräften im Zweiten Weltkrieg genutzt wurde. Über 100.000 Exemplare wurden produziert.

## Beschreibung
Der Universal Carrier gehört zur Fahrzeuggruppe der Tanketten. Er erreichte auf ebenem Grund maximal 50 km/h Geschwindigkeit. Im Normalfall hatte der Universal Carrier zwei Mann Besatzung – einen Kommandanten und einen Fahrer. Eine Verständigung war wegen des lauten Motorengeräusches nahezu unmöglich.
Bemerkenswert war das Prinzip der Lenkung, bei dem bei geringem Lenkeinschlag zuerst das kurveninnere vordere Laufrollenpaar um knapp 10 cm verschoben wurde; die Lenkbremse trat erst bei größerem Lenkeinschlag in Aktion.
Das Fahrzeug war leicht gepanzert (nur bis Schulterhöhe der Insassen) und nach oben offen. Es bot Platz für Infanteristen, Ausrüstung und Waffen (Mörser, leichte Panzerabwehrwaffen und Maschinengewehre). Bei Mannschaftstransporten war für drei zusätzliche Personen Platz. Außerdem konnte der Carrier leichte und mittlere Panzerabwehrkanonen und ähnliche Geschütze ziehen. Universal Carrier mit einem Flammenwerfer (verbaut wurde der Ronson-Flammenwerfer) wurden „Wasp“ (englisch Wespe) genannt.
Wegen der hohen Nachfrage der Truppe wurde der Universal Carrier auch in Kanada, Australien und den Vereinigten Staaten produziert.
Die deutsche Wehrmacht setzte zahlreiche erbeutete Universal Carrier unter den Bezeichnungen Fahrgestell Bren (e) und Panzerjäger Bren 731 (e) (mit dreifach montierter RPB-54) ein.
Nach dem Zweiten Weltkrieg übernahmen bereits im März 1949 die Bereitschaften der Hauptverwaltung für Ausbildung (HVA) des Ministeriums des Inneren der SBZ als Vorläufer der KVP und NVA der DDR aus Beständen der Roten Armee 26 Fahrzeuge unter der Bezeichnung Schlepper als erste gepanzerte Vollkettenfahrzeuge.
Bei der britischen Armee blieben die Carrier bis in die 1950er Jahre im Dienst.
Im Jahr 1956 kaufte die neu gegründete Bundeswehr beim britischen Militär etwa 200 Universal Carrier zum Stückpreis von 4000 DM.